# Frida C. Gaspar
Frida Cecilia Gaspar (1920-2011) fue una profesora universitaria y botánica argentina.
Entre otras, fue una experta en la familia de Asteraceae.
En 1939 ingresó a la Facultad de Ciencias Naturales y Museo de la UNLP, donde en 1945 se doctoró en Ciencias Naturales supervisada por Ángel Lulio Cabrera. Allí conoció a quien sería su esposo, Manuel G. Escalante, casándose en 1946. Tuvieron a Liliana, Ana María (desaparecida joven) y Marcelo.
En 1944 fue ayudante alumna de Botánica en la Facultad de Ciencias Naturales de la UNLP, y luego jefa de Trabajos Prácticos de la misma asignatura en la Facultad de Química y Farmacia (hoy Ciencias Exactas).

## Honores
Fue miembro de la Sociedad Argentina de Botánica y de la Asociación Argentina para el Progreso de las Ciencias.
- La abreviatura «Gaspar» se emplea para indicar a Frida C. Gaspar como autoridad en la descripción y clasificación científica de los vegetales.[5]